# Gerald Russell
Gerald Francis Morris Russell (Bruselas, Bélgica; 12 de enero de 1928-Londres, Reino Unido; 26 de julio de 2018) fue un psiquiatra británico. En 1979 publicó la primera descripción de la bulimia nerviosa y lleva el nombre de Signo de Russell.

## Primeros años y educación
El padre de Russell fue diplomático que trabajó en la embajada británica en Bélgica, Russell fue a una escuela en Bruselas. Él y su la familia se trasladan al Reino Unido tras el comienzo de la Segunda Guerra Mundial. Luego asistió al George Watson's College en Edimburgo, y se calificó como médico con licenciatura en la Universidad de Edimburgo en 1950. En 1957, Russell obtuvo un doctorado en Neurología de la Universidad de Edimburgo. A Russell se le aconsejó que completara el estudio trabajando como psiquiatra en el hospital Maudsley de Londres. Mientras estaba en el hospital, conoció al psiquiatra Aubrey Lewis, donde fue convencido por la forma en que Lewis practicó la psiquiatría, lo cual Russell se convirtió también en psiquiatra.

## Carrera
Entre 1971 y 1979, Russell fue profesor y consultor psiquiatra en el Royal Free Hospital en Londres. Durante ese tiempo notó que pacientes comían en exceso seguido de vómitos autoinducidos o usando purgantes o ambos, y un miedo mórbido a engordar que no encaja con la descripción clásica del concepto de «anorexia nerviosa» y lo llamó «bulimia nerviosa».
De 1979 a 1993 fue profesor en el Instituto de Psiquiatría del Hospital Maudsley donde estableció una unidad de trastornos alimentarios que lleva su nombre. Utilizó la terapia familiar como tratamiento para los trastornos alimentarios y, en una de las evaluaciones críticas más tempranas e influyentes de su eficacia, la evaluó en un ensayo controlado. Desde 1993 en adelante trabajó en Priory Hosp Hayes Grove en Bromley.

## Vida personal
8 de septiembre de 1950, Russell se casó Margaret née Taylor y tuvieron 3 hijos nacidos en 1951, 1956 y 1957. Sus pasatiempos incluyen galerías de arte, fotografía y música. El 26 de julio de 2018 murió de cáncer en Londres, a la edad de 90 años.